# Alpha Blondy
Alpha Blondy, pseudonimo di Seydou Koné (Dimbokro, 1º gennaio 1953), è un cantante ivoriano, cantante reggae molto popolare a livelli mondiali.
Canta principalmente in dioola, francese ed in inglese. Fa parte del gruppo Solar System e ha collaborato anche con il rinomato gruppo The Wailers.

## Biografia
Primogenito di nove figli, Seydou Konè nacque a Dimbokro nel 1953. Seydou Kone fondò già da ragazzo il suo primo gruppo musicale: l'Atomic Vibration.
Dopo il suo trasferimento in Liberia cantò prevalentemente in inglese. Nel 1976 si trasferì negli Stati Uniti d'America dove studiò economia e commercio ed inglese alla New Yorker Columbia University. Egli fece la sua prima esibizione a New York con il gruppo reggae Monyaka. Successivamente, alla fine degli anni settanta egli produsse con un giamaicano sei titoli, ma quest'ultimo scomparve con i suoi nastri e Seydou ebbe un esaurimento nervoso. Dopo il suo ritorno ad Abidjan nel 1981 venne internato dai suoi genitori in un istituto di igiene mentale per due anni.
Nel 1982 incise insieme ad alcuni musicisti del Ghana il suo primo album, Jah Glory, grazie al quale vinse tre dischi d'oro.
Nel 1985 si esibì per la prima volta in Europa. La sua musica può essere definita appartenente al genere Afro-Reggae, con evidenti influenze africane, europee e caraibiche. I suoi nuovi lavori si orientano verso un genere Roots-Reggae. L'album Jerusalem rappresenta una pietra miliare della sua carriera musicale, prodotto con il gruppo The Wailers da Tuff Gong (Bob Marleys Studios).
Alpha Blondy canta i suoi testi in ebraico, inglese, francese, arabo e in alcuni dialetti dell'Africa Occidentale (come ad esempio il baolé ed il dioula). Si distingue per il suo impegno religioso ed umanitario e promuove l'unità dei tre monoteismi: ebraismo, cristianesimo ed islam.
Degno di nota è che durante i suoi tour egli porta con sé la stella di Davide, una Bibbia e il Corano.

## Discografia
- Jah Glory (1982), con i Natty Rebels.
- Razz rocknrollers (1982)
- Cocody Rock (1984)
- Apartheid is Nazism (1985)
- Jerusalem, Alpha Blondy & The Wailers (1986)
- Revolution (1987)
- Jah Jah Seh (1989)
- The Prophets (1989)
- The Best of Alpha Blondy (1990)
- Sciences Sans Conscience (1992)
- Live au Zenith, Paris (1992)
- Masada (1992)
- S.O.S Guerre Tribale (1993)
- Dieu (1994)
- Grand Bassam Zion Rock (1996)
- Yitzhak Rabin (1998)
- Elohim (1999)
- Paris Bercy live (2001)
- Live at Volkshaus  Zurich Switzerland (2002)
- Merci (2002)
- L'essentiel (2003)
- Radical Roots From The Emperor Of African Reggae (2004)
- Akwaba (2005)
- Jah Victory (2007)
- Vision (2011)
- Mystic Power (2013)
- Positive Energy (2015)
- Human Race (2018)
- Eternity (2022)

## Filmografia
- Les Guérisseurs, regia di Sidiki Bakaba (1988)